# Libro de Han

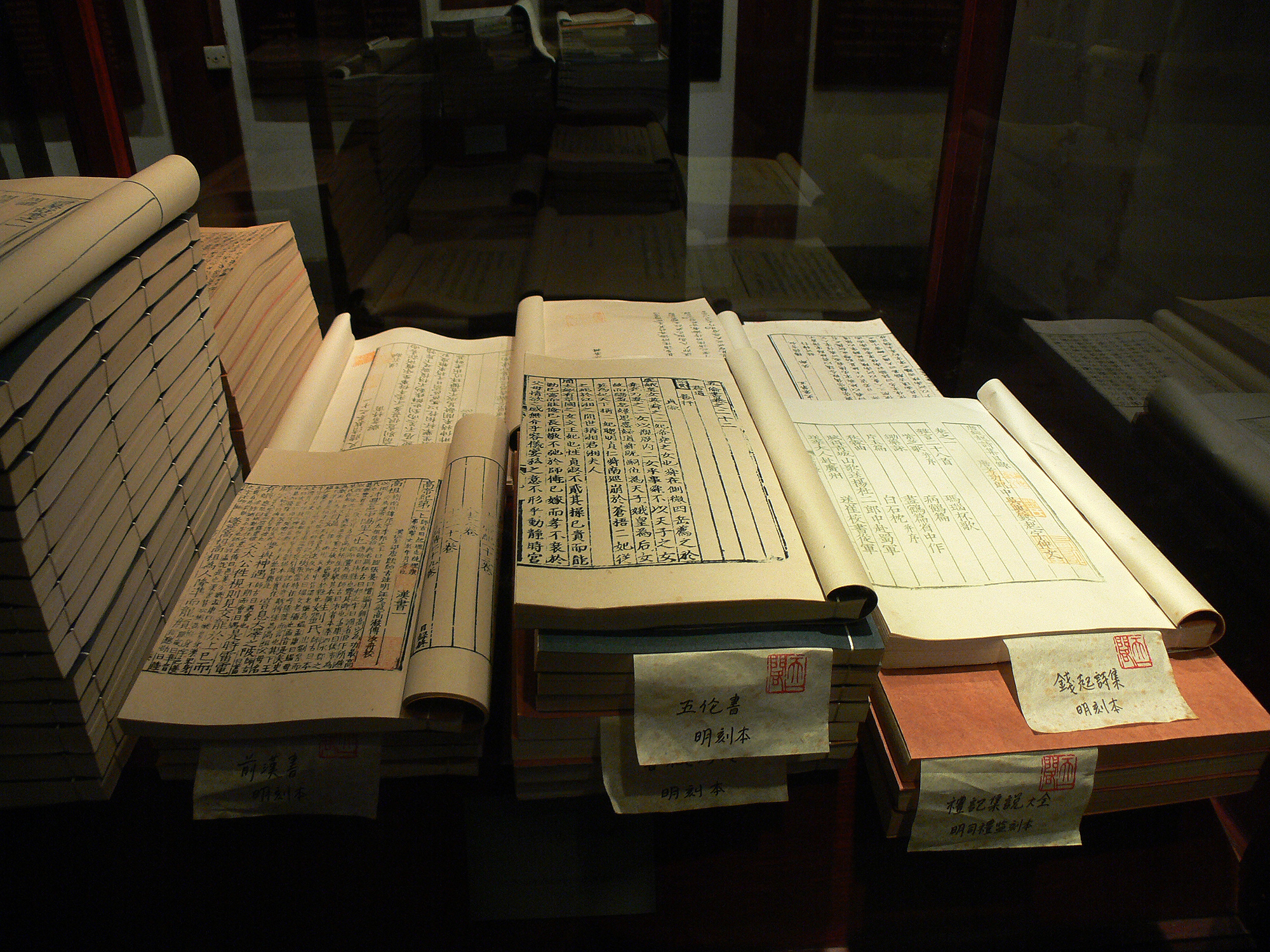
Edición tallada en madera de la Dinastía Ming del Libro de Han en la colección de la biblioteca de la Cámara Tianyi Ningbo

El Libro de Han, Hanshu, la Historia de la antigua dinastía Han o Anales de los Han  (漢書 (かんじょ) Kanshu?,  en chino tradicional, 漢書 a veces, 前漢書; en chino simplificado, 汉书 o 前汉书; pinyin, Qián Hànshū; Wade-Giles, 'Ch'ien Han Shu') es un clásico de la historia china terminado el año 111, que cubre la historia de China desde la dinastía Han Occidental desde el año 206 a. C. hasta el 25 d. C. A veces es también llamado el Libro de la antigua Han. Este trabajo fue compuesto por Ban Biao, Ban Gu, y Ban Zhao. Un segundo trabajo, llamado el Libro de Han Posterior cubre el periodo de la dinastía Han Oriental desde el año 25 hasta el 220, y fue compuesto en el siglo V por Fan Ye (398–445). Varios investigadores han estimado que los contenidos más tempranos que cubre el libro se remontan entre los años 206 y 202 a. C.  El libro también contiene la primera mención histórica de Japón. 

## Contenido
Esta historia se desarrolla a partir de la continuación del libro Recuerdos del gran historiador de Sima Qian, iniciada por el padre de Ban Gu, Ban Biao, al comienzo de la Dinastía Han Posterior. Este trabajo se refiere generalmente como las Tradiciones Posteriores (後傳), lo que indica claramente que el trabajo de Ban estaba destinado a tener una continuación.  (Cabe señalar que otros investigadores de esa época, incluyendo a Liu Xin y a Yang Xiong también trabajaron en la continuación de la historia de Sima Qian)  Después de la muerte de Ban Biao su hijo mayor, Ban Gu, estaba insatisfecho con lo que su padre había completado e inició una nueva historia que comenzaba con los inicios de la dinastía Han. Esto la distingue de la historia de Sima Qian, que comenzó con los primeros y legendarios gobernadores de China. En el camino Ban Gu inició el formato para las historias dinásticas que iba a continuar siendo el modelo de las historias oficiales hasta los tiempos modernos.
Para los periodos que siguen Ban Gu adoptó gran parte del material de Sima Qian, aunque en algunos casos también lo expandió.  Él también incorporó al menos una parte de lo que su padre había escrito, aunque es difícil el saber cuánto. El trabajo completo contó con un total de 100 fascículos 卷, e incluye ensayos sobre leyes, ciencias, geografía y literatura. La hermana menor de Ban Gu, Ban Zhao, terminó de escribir el libro en el año 111, 19 años después de que Ban Gu fuera encarcelado. Ella fue una destacada investigadora de la que se cree que escribió los volúmenes 13-20 (ocho tablas cronológicas) y el 26 (tratado de astronomía). Igual que con Registros de un historiador magnífico, Zhang Qian, un general chino que viajó hacia el oeste, sirvió como una fuente clave de datos culturales y socioeconómicos de estas regiones contenidas en el fascículo 96. La sección de los Anales y los tres capítulos que abarcan el reinado de Wang Mang fueron traducidos al inglés por Homer H. Dubs. Otros capítulos han sido traducidos al inglés por Anthony Hulsewé, Clyde B. Sargent, Nancy Lee Swann, y Burton Watson.
La historia de Ban Gu estableció el estándar para la escritura de las dinastías chinas posteriores y hoy es una referencia para el estudio del periodo Han. Esta es considerada como una de las "Cuatro historias" 四史 del canon de las Veinticuatro Historias junto con los libros Recuerdos del gran historiador, Registros de los tres reinos y la Historia de la dinastía Han posterior.

### Anales
Ji (紀, anal), 12 volúmenes. Biografías de los emperadores en el estricto formato de los anales que ofrecen un panorama cronológico de los acontecimientos más importantes desde el punto de vista de la corte imperial.
| Número | Título | Traducción                  | Notas                                             |
| ------ | ------ | --------------------------- | ------------------------------------------------- |
| 1      | 高帝紀 | Anales del Emperador Gao    | Emperador Gaozu de Han, 206-195 a. C.; dos partes |
| 2.     | 惠帝紀 | Anales del Emperador Hui    | Emperador Hui de Han, 194-188 a. C.               |
| 3.     | 高后紀 | Anales de la Emperatriz Gao | Emperatriz Lü Zhi (regente), 195-180 a. C.        |
| 4.     | 文帝紀 | Anales del Emperador Wen    | Emperador Wen de Han, 179-157 a. C.               |
| 5.     | 景帝紀 | Anales del Emperador Jing   | Emperador Jing de Han, 156-141 a. C.              |
| 6.     | 武帝紀 | Anales del Emperador Wu     | Emperador Wu de Han, 140-87 a. C.                 |
| 7.     | 昭帝紀 | Anales del Emperador Zhao   | Emperador Zhao de Han, 86-74 a. C.                |
| 8.     | 宣帝紀 | Anales del Emperador Xuan   | Emperador Xuan de Han, 73-49 a. C.                |
| 9.     | 元帝紀 | Anales del Emperador Yuan   | Emperador Yuan de Han, 48-33 a. C.                |
| 10.    | 成帝紀 | Anales del Emperador Cheng  | Emperador Cheng de Han, 32-7 a. C.                |
| 11.    | 哀帝紀 | Anales del Emperador Ai     | Emperador Ai de Han, 6-1 a. C.                    |
| 12.    | 平帝紀 | Anals del Emperador Ping    | Emperador Ping de Han, 1 a. C. - 5 d. C.          |

### Tablas cronológicas
Biao (表, tablas), 8 volúmenes. Tablas cronológicas de personas importantes.
| Número | Título             | Traducción                                                                                                  | Notas                                                                                             |
| ------ | ------------------ | --- | ------------------------------------------------------------------------------------------------- |
| 13.    | 異姓諸侯王表       | Tabla de los nobles no relacionados con el clan imperial                                                    |                                                                                                   |
| 14.    | 諸侯王表           | Tabla de los nobles relacionados con el clan imperial                                                       |                                                                                                   |
| 15.    | 王子侯表           | Tabla de los hijos de los nobles                                                                            | Dos partes                                                                                        |
| 16.    | 高惠高后文功臣表   | Tabla de los oficiales con éritos durante el reinado de los emperadores Gao, Hui, Wen y la Emperatriz Gao   | Comienza con el Emperador Gaozu e incluye a la Emperatriz Lü                                      |
| 17.    | 景武昭宣元成功臣表 | Tabla de los oficiales con méritos durante el reinado de los emperadores Jing, Wu, Zhao, Xuan, Yuan y Cheng | Desde el Emperador Wu hasta el Emperador Cheng                                                    |
| 18.    | 外戚恩澤侯表       | Tabla de los nobles familiares de las consortes reales                                                      |                                                                                                   |
| 19.    | 上百官公卿表       | Tabla de rangos de nobles y officiales gubernamentales                                                      | Introducción a la burocracia Han y tabla cronológica de los oficiales gubernamentales, dos partes |
| 20.    | 古今人表           | Personas prominentes del pasado hasta el presente                                                           |                                                                                                   |

### Tratados
Zhi (志, memorias), 10 volúmenes. Cada tratado describe un área en la que el Estado ponía esfuerzo en desarrollar.
| Número | Título | Traducción                         | Notas                                                                                  |
| ------ | ------ | ---------------------------------- | -------------------------------------------------------------------------------------- |
| 21.    | 律曆志 | Tratado del Ritmo y del Calendario | Música (y medición) y calendario; dos partes                                           |
| 22.    | 禮樂志 | Tratado de Ritos y Música          |                                                                                        |
| 23.    | 刑法志 | Tratado de Castigo y Ley           |                                                                                        |
| 24.    | 食貨志 | Tratado de Comida y Dinero         | Agricultura, tasación, moneda y policía monetaria; dos partes                          |
| 25.    | 郊祀志 | Tratado de Sacrificios             | Dos partes                                                                             |
| 26.    | 天文志 | Tratado de Astronomía              | Astrología y astronomía                                                                |
| 27.    | 五行志 | Tratado de los Cinco Elementos     | Cinco partes                                                                           |
| 28.    | 地理志 | Tratado de Geografía               | Jurisdicciones administrativas; dos partes                                             |
| 29.    | 溝洫志 | Tratado de Ríos y Canales          | Hidrología, control de las corrientes e irrigación                                     |
| 30.    | 藝文志 | Tratado de Literatura              | Bibliografía basada en el catálogodo de la Biblioteca Imperial compilado por Liu Xiang |

### Biografías
Zhuan (傳, tradiciones ejemplares, comúnmente traducido como biografías), 70 volúmenes. Biografías de personas importantes. Las biografías se limitan a la descripción de los eventos que claramente muestran el carácter ejemplar de la persona. Dos o más personas son tratadas en un artículo principal ya que pertenecen a la misma clase. Los últimos artículos describen la relación entre China y otros pueblos más allá de las fronteras.
| Número | Título                   | Traducción                                                       | Notas |
| ------ | ------------------------ | ---------------------------------------------------------------- | --- |
| 31.    | 陳勝項籍傳               | Biografías de Chen Sheng y Xiang Yu                              | |
| 32.    | 張耳陳餘傳               | Biografías de Zhang Er y Chen Yu                                 | |
| 33.    | 魏豹田儋韓王信傳         | Biografías de Wei Bao, Tian Dan y Hán Xin (King of Hán)          | |
| 34.    | 韓彭英盧吳傳             | Biografías de Han, Peng, Ying, Lu y Wu                           | Han Xin, Peng Yue, Ying Bu, Lu Wan y Wu Rui (吳芮) |
| 35.    | 荊燕吳傳                 | Biografías de las Princesas de Jing, Yan y Wu                    | |
| 36.    | 楚元王傳                 | Biografía del Príncipe Chu Yuan                                  | Incluye las biografías de Liu Xiang y Liu Xin. |
| 37.    | 季布欒布田叔傳           | Biografías de Ji Bu, Luan Bu y Tian Shu                          | |
| 38.    | 高五王傳                 | Biografías de los cinco hijos del Emperador Gao                  | |
| 39.    | 蕭何曹參傳               | Biografías de Xiao He y Cao Shen                                 | |
| 40.    | 張陳王周傳               | Biografías de Zhang, Chen, Wang y Zhou                           | Zhang Liang, Chen Ping, Wang Ling (王陵) y Zhou Bo (周勃) |
| 41.    | 樊酈滕灌傅靳周傳         | Biografías de Fan, Li, Teng, Guan, Fu, Jin y Zhou                | Fan Kuai, Li Shang (酈商), Xiahou Ying, Guan Ying (灌嬰), Fu Kuan, Jin She (靳歙) y Zhou Xue (周緤)                                                                                     |
| 42.    | 張周趙任申屠傳           | Biografías de Zhang, Zhou, Zhao, Ren y Shentu                    | Zhang Cang (張蒼), Zhou Chang (周昌), Zhao Yao (趙堯), Ren Ao (任敖) y Shentu Jia (申屠嘉)                                                                                              |
| 43.    | 酈陸朱劉叔孫傳           | Biografías de Li, Lu, Zhu, Liu y Shusun                          | Li Yiji (酈食其), Lu Gu (陸賈), Zhu Jian (朱建), Lou Jing (婁敬) y Shusun Tong (叔孫通)                                                                                                 |
| 44.    | 淮南衡山濟北王傳         | Biografías de los reyes de Huainan, Hengshan y Jibei             | |
| 45.    | 蒯伍江息夫傳             | Biografías de Kuai, Wu, Jiang y Xifu                             | Kuai Tong (蒯通), Wu Bei (伍被), Jiang Chong (江充) y Xifu Gong (息夫躬) |
| 46.    | 萬石衛直周張傳           | Biografías de los señores de Wan, Wei, Zhi, Zhou y Zhang         | Shi Fen (石奮), Wei Wan (衛綰), Zhi Buyi (直不疑), Zhou Ren (周仁) y Zhang Ou (張歐) |
| 47.    | 文三王傳                 | Biografía de los tres hijos del Emperador Wen                    | |
| 48.    | 賈誼傳                   | Biografía de Jia Yi                                              | |
| 49.    | 爰盎晁錯傳               | Biografías de Yuan Ang y Chao Cuo                                | |
| 50.    | 張馮汲鄭傳               | Biografías de Zhang, Feng, Ji y Zheng                            | Zhang Shizhi (張釋之), Feng Tang (馮唐), Ji An (汲黯) y Zheng Dangshi (鄭當時) |
| 51.    | 賈鄒枚路傳               | Biografías de Jia, Zou, Mei y Lu                                 | Jia Shan (賈山, Zou Yang (鄒陽), Mei Cheng (枚乘) y Lu Wenshu (路溫舒) |
| 52.    | 竇田灌韓傳               | Biografías de Dou, Tian, Guan y Han                              | Dou Ying (竇嬰), Tian Fen (田蚡), Guan Fu (灌夫) y Han Anguo (韓安國) |
| 53.    | 景十三王傳               | Biografías de los trece hijos del Emperador Jing                 | |
| 54.    | 李廣蘇建傳               | Biografías de Li Guang y Su Jian                                 | |
| 55.    | 衛青霍去病傳             | Biografías de Wei Qing y Huo Qubing                              | |
| 56.    | 董仲舒傳                 | Biografía de Dong Zhongshu                                       | |
| 57.    | 司馬相如傳               | Biografía de Sima Xiangru                                        | Dos partes |
| 58.    | 公孫弘卜式兒寬傳         | Biografías de Gongsun Hong, Bu Shi y Er Kuan                     | Er Kuan es también conocido como Ni Kuan |
| 59.    | 張湯傳                   | Biografía de Zhang Tang                                          | |
| 60.    | 杜周傳                   | Biografía de Du Zhou                                             | |
| 61.    | 張騫李廣利傳             | Biografías de Zhang Jian y Li Guangli                            | |
| 62.    | 司馬遷傳                 | Biografía de Sima Qian                                           | Incluye la biografía de Sima Tan |
| 63.    | 武五子傳                 | Biografías de los cinco hijos del Emperador Wu                   | |
| 64.    | 嚴朱吾丘主父徐嚴終王賈傳 | Biografías de Yan, Zhu, Wuqiu, Zhufu, Xu, Yan, Zhong, Wang y Jia | Yan Zhu (嚴助), Zhu Maichen (朱買臣), Wuqiu Shouwang (吾丘壽王), Zhufu Yan (主父偃), Xu Yue (徐樂), Yan An (嚴安), Zhong Jun (終軍), Wang Bao (王褒) y Jia Juanzhi (賈捐之); dos partes |
| 65.    | 東方朔傳                 | Biografía de Dongfang Shuo                                       | |
| 66.    | 公孫劉田王楊蔡陳鄭傳     | Biografía de Gongsun, Liu, Tian, Wang, Yang, Cai, Chen y Zheng   | Gongsun He (公孫賀), Liu Quli (劉屈氂), Tian Qiuqian (田千秋), Wang Xin (王訢), Yang Chang (楊敞), Cai Yi (蔡義), Chen Wannian (陳萬年) y Zheng Hong (鄭弘)                             |
| 67.    | 楊胡朱梅云傳             | Biografías de Yang, Hu, Zhu, Mei y Yun                           | Yang Wangsun (楊王孫), Hu Jian (胡建), Zhu Yun (朱雲), Mei Fu (梅福) y Yun Chang (云敞)                                                                                                 |
| 68.    | 霍光金日磾傳             | Biografías de Huo Guang y Jin Midi                               | |
| 69.    | 趙充國辛慶忌傳           | Biografías de Zhao Chongguo y Xin Qingji                         | |
| 70.    | 傅常鄭甘陳段傳           | Biografías de Fu, Chang, Zheng, Gan, Chen y Duan                 | Fu Jiezi, Chang Hui (常惠), Zheng Ji, Gan Yannian (甘延壽), Chen Tang y Duan Huizong (段會宗)                                                                                           |
| 71.    | 雋疏于薛平彭傳           | Biografías de Jun, Shu, Yu, Xue, Ping y Peng                     | Jun Buyi (雋不疑), Shu Guang (疏廣) y Shu Shou (疏受), Yu Dingguo (于定國), Xue Guangde (薛廣德), Ping Dang (平當) y Peng Xuan (彭宣)                                                   |
| 72.    | 王貢兩龔鮑傳             | Biografías de Wang, Gong, dos Gongs y Bao                        | Wang Ji (王吉), Gong Yu (貢禹), Gong Sheng (龔勝) y Gong She (龔舍), y Bao Xuan (鮑宣)                                                                                                  |
| 73.    | 韋賢傳                   | Biografía de Wei Xian                                            | |
| 74.    | 魏相丙吉傳               | Biografías de Wei Xiang y Bing Ji                                | |
| 75.    | 眭兩夏侯京翼李傳         | Biografías de Sui, dos Xiahous, Jing, Ji y Li                    | Sui Hong (眭弘), Xiahou Shichang (夏侯始昌) y Xiahou Sheng (夏侯勝), Jing Fang (京房), Ji Feng (翼奉) y Li Xun (李尋)                                                                   |
| 76.    | 趙尹韓張兩王傳           | Biografías de Zhao, Yin, Han, Zhang y dos Wangs                  | Zhao Guanghan (趙廣漢), Yin Wenggui (尹翁歸), Han Yanshou (韓延壽), Zhang Chang (張敞), Wang Zun (王尊) y Wang Zhang (王章)                                                             |
| 77.    | 蓋諸葛劉鄭孫毋將何傳     | Biografías de Gai, Zhuge, Liu, Zheng, Sun, Wujiang y He          | Gai: Gai Kuanrao (蓋寬饒), Zhuge: Zhuge Feng (諸葛豐), Liu: Liu Fu (劉輔), Zheng: Zheng Chong (鄭崇), Sun: Sun Bao (孫寶), Wujiang: Wujiang Long (毋將隆), He: He Bing (何並)           |
| 78.    | 蕭望之傳                 | Biografía de Xiao Wangzhi                                        | |
| 79.    | 馮奉世傳                 | Biografía de Feng Fengshi                                        | |
| 80.    | 宣元六王傳               | Biografías de los seis hijos de los emperadores Xuan y Yuan      | |
| 81.    | 匡張孔馬傳               | Biografías de Kuang, Zhang, Kong y Ma                            | Kuang Heng (匡衡), Zhang Yu (張禹), Kong Guang (孔光) y Ma Gong (馬宮) |
| 82.    | 王商史丹傅喜傳           | Biografías de Wang Shang, Shi Dan y Fu Xi                        | |
| 83.    | 薛宣朱博傳               | Biografías de Xue Xuan y Zhu Bo                                  | |
| 84.    | 翟方進傳                 | Biografías de Zhai Fangjin                                       | |
| 85.    | 谷永杜鄴傳               | Biografías de Gu Yong y Du Ye                                    | |
| 86.    | 何武王嘉師丹傳           | Biografías de He Wu, Wang Jia y Shi Dan                          | |
| 87.    | 揚雄傳                   | Biografía de Yang Xiong                                          | Dos partes |
| 88.    | 儒林傳                   | Biografías de Investigadores Confucianos                         | |
| 89.    | 循吏傳                   | Biografías de Oficiales Honrados                                 | |
| 90.    | 酷吏傳                   | Biografías de Oficiales Crueles                                  | |
| 91.    | 貨殖傳                   | Biografías de Usureros                                           | Personas que se enriquecían a sí mismas |
| 92.    | 游俠傳                   | Biografías de Caballeros errantes                                | |
| 93.    | 佞幸傳                   | Biografías de Aduladores                                         | |
| 94.    | 匈奴傳                   | Tradiciones del Xiongnu                                          | Dos partes |
| 95.    | 西南夷兩粵朝鮮傳         | Tradiciones de Yi del sudeste, los dos Yues, y Chosun (Corea)    | Los dos Yues refieren a Nanyue y Min Yue |
| 96.    | 西域傳                   | Tradiciones de las Regiones del Oeste                            | Dos partes |
| 97.    | 外戚傳                   | Biografías de las Emperatrices y los Afines Imperiales           | Dos partes |
| 98.    | 元后傳                   | Biografía la Emperatriz de Yuan                                  | Emperatriz Wang Zhengjun |
| 99.    | 王莽傳                   | Biografía de Wang Mang                                           | Wang Mang; tres partes |
| 100.   | 敘傳                     | Más allá e Historia Familiar                                     | Más tarde y la historia de la Familia Ban; dos partes |

### Menciones de Japón
La primera aparición japonesa en la historia de este libro (Libro de la dinastía Han posterior), en el cual dice  "El pueblo de Wo se encuentran al otro lado del océano de Lelang, están divididos en más de un centenar de tribus y vienen a ofrecer tributo cada cierto tiempo." Más tarde se escribió en el volumen 57, "Del sur de Wa el reino de Na envió un emisario llamado Taifu para pagar tributo al Emperador Guangwu y recibió un sello de oro". El sello mismo fue descubierto en el norte de Kyūshū en el siglo XVIII. De acuerdo al Libro de Wei el reino más poderoso del archipiélago en el siglo III se llamaba Yamataikoku y era gobernado por la legendaria Reina Himiko.